# KK Šibenik
KK Šibenik (Košarkaški Klub Šibenik) was een basketbalclub uit Šibenik, Kroatië. KK Šibenik kwam uit in de A1 Liga, Krešimir Ćosić Cup en de NLB League.

## Geschiedenis
De club werd opgericht in 1973 Als KK Šibenik. In 1982 haalde Šibenik de finale om de Korać Cup. Ze verloren van Limoges CSP uit Frankrijk met 84-90. In 1983 stonden ze weer in de finale om de Korać Cup. Weer was Limoges CSP de tegenstander. Šibenik verloor weer, nu met 86-94. In 2010 werd de club opgeheven.

## Verschillende sponsornamen
- 1973-1979: KK Šibenik
- 1979-1992: KK Šibenka
- 1992-1994: KK Šibenik Zagreb Montaža
- 1994-1995: KK Šibenik
- 1995-1996: KK Šibenik A.E.C.
- 1996-1999: KK Šibenik
- 1999-2000: KK Jadransko Osiguranje
- 2000-2003: KK Šibenik
- 2003-2004: KK Šibenka
- 2004-2005: KK Šibenka Dalmare
- 2005-2010: KK Šibenik

## Erelijst
- Landskampioen Joegoslavië:
  - Tweede: 1983
- Bekerwinnaar Joegoslavië:
  - Runner-up: 1982, 1983
- Korać Cup:
  - Runner-up: 1982, 1983

## Bekende (oud)-spelers
- Aleksandar Petrović
- Dražen Petrović
- Nikola Radulović
- Zoran Slavnić
- Ivica Žurić
- Luka Žorić
- Zoran Vrkić
- Predrag Šarić
- Miro Bilan
- Hüseyin Beşok
- - Vedran Bosnić
- Miro Jurić
- Jeronimo Šarin

## Bekende (oud)-coaches
- Faruk Kulenović
- Zoran Slavnić
- Vlade Đurović
- Dušan Ivković
- Borislav Džaković
- Anđelko Matov
- Hrvoje Vlašić
- Denis Bajramović